# Оскар Тельєс
Оскар Тельєс Гомес (ісп. Óscar Téllez Gómez, нар. 2 квітня 1975, Мадрид) — іспанський футболіст, що грав на позиції захисника.
Виступав за національну збірну Іспанії.
Володар Кубка Інтертото.

## Клубна кар'єра
У дорослому футболі дебютував 1993 року виступами за команду клубу «Москардо», в якій провів два сезони.
Згодом з 1995 по 1997 рік грав у складі команд клубів «Реал Аранхуес» та «Понтеведра».
Своєю грою за останню команду привернув увагу представників тренерського штабу клубу «Депортіво Алавес», до складу якого приєднався 1997 року. Відіграв за баскський клуб наступний сезон своєї ігрової кар'єри. Більшість часу, проведеного у складі «Депортіво Алавеса», був основним гравцем команди.
1998 року підписав контракт з «Валенсією», однак, за мінімальної ігрової практики, взимку на правах оренди приєднався до «Вільярреалу» до кінця сезону.
1999 року повернувся до клубу «Депортіво Алавеса», за який відіграв сім сезонів. Граючи у складі «Алавеса» здебільшого виходив на поле в основному складі команди. Завершив кар'єру футболіста виступами за цей клуб 2006 року.

## Виступи за збірну
2000 року дебютував в офіційних матчах у складі національної збірної Іспанії. Протягом кар'єри у національній команді, яка тривала п'ять років, провів у формі головної команди країни чотири матчі.

## Статистика виступів

### Статистика клубних виступів
| Сезон                        | Команда                      | Чемпіонат                    | Чемпіонат | Чемпіонат | Усього | Усього |
| Сезон                        | Команда                      | Чемпіонат                    | Ігор      | Голів     | Ігор   | Голів  |
| ---------------------------- | ---------------------------- | ---------------------------- | --------- | --------- | ------ | ------ |
| 1993–94                      | «Москардо»                   | ТД                           | ?         | ?         | ?      | ?      |
| 1994–95                      | «Москардо»                   | СДБ                          | 35        | 2         | 35     | 2      |
| Усього за «Москардо»         | Усього за «Москардо»         | Усього за «Москардо»         | 35+       | 2+        | 35+    | 2+     |
| 1995–96                      | «Реал Аранхуес»              | СДБ                          | 33        | 0         | 33     | 0      |
| 1996–97                      | «Понтеведра»                 | СДБ                          | 34        | 0         | 34     | 0      |
| 1997–98                      | «Депортіво Алавес»           | СД                           | 37        | 3         | 37     | 3      |
| 1998-січ. 1999               | «Валенсія»                   | ПД                           | 1         | 0         | 1      | 0      |
| січ.-лип. 1999               | «Вільярреалі»                | ПД                           | 20        | 0         | 20     | 0      |
| 1999–00                      | «Депортіво Алавес»           | ПД                           | 33        | 1         | 33     | 1      |
| 2000–01                      | «Депортіво Алавес»           | ПД                           | 31        | 2         | 31     | 2      |
| 2001–02                      | «Депортіво Алавес»           | ПД                           | 30        | 0         | 30     | 0      |
| 2002–03                      | «Депортіво Алавес»           | ПД                           | 25        | 0         | 25     | 0      |
| 2003–04                      | «Депортіво Алавес»           | Сегунда Дивізіон             | 38        | 1         | 38     | 1      |
| 2004–05                      | «Депортіво Алавес»           | Сегунда Дивізіон             | 39        | 1         | 39     | 1      |
| 2005–06                      | «Депортіво Алавес»           | ПД                           | 4         | 0         | 4      | 0      |
| Усього за «Депортіво Алавес» | Усього за «Депортіво Алавес» | Усього за «Депортіво Алавес» | 200       | 5         | 200    | 5      |
| Усього за кар'єру            | Усього за кар'єру            | Усього за кар'єру            | 214       | 11        | 214    | 11     |

## Досягнення
- Володар Кубка Інтертото:

«Валенсія»: 1998